# Anatomia vegetal

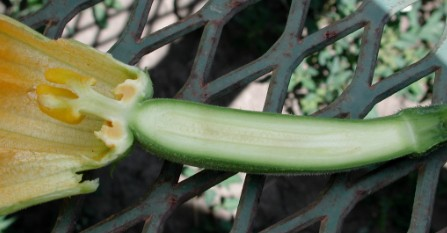
Seção longitudinal de uma flor feminina de Cucurbita spp. (=ovário+estilete+estigma), óvulos, e pétalas

A anatomia vegetal é um ramo da botânica que se dedica a estudar a forma como as células, os tecidos e órgãos das plantas se organizam.
As plantas são seres vivos e por isso sua divisão em partes só tem função especialmente de estudo. Mesmo porque qualquer divisão do corpo vegetal é arbitrária. Mesmo a mais simples estudada nas escolas primárias (raiz, caule, folhas, flores e frutos) não pode ser realizada inteiramente porque é impossível dizer onde acaba o caule e começa a raiz, por exemplo. As divisões servem para estudar as partes, mas sempre com o objetivo de compreender o todo. Uma morfologia de raízes, caules e folhas.

## História
Cerca de 300 a.C, Teofrasto escreveu uma série de tratados sobre plantas, apenas dois dos quais sobreviveram, Investigação sobre as Plantas (Περὶ φυτῶν ἱστορία) e Sobre as Causas das Plantas (Περὶ φυτῶν αἰτιῶν). Desenvolveu conceitos de morfologia e classificação vegetal, que não resistiram ao escrutínio científico da Renascença .
Um médico e botânico suíço, Gaspard Bauhin , introduziu a nomenclatura binomial na taxonomia das plantas . Publicou Pinax theatri botanici em 1596, que foi o primeiro a usar esta convenção para nomenclatura de espécies. Os seus critérios de classificação incluíam relações naturais, ou “afinidades”, que em muitos casos eram estruturais.
Foi no final dos anos 1600 que a anatomia vegetal foi mais refinada e se tornou uma ciência moderna. O médico e microscopista italiano, Marcello Malpighi, foi um dos dois fundadores da anatomia vegetal. Em 1671, publicou o seu Anatomia Plantarum, o primeiro grande avanço na fisiogamia vegetal desde Aristóteles. O outro fundador foi o médico britânico Nehemiah Grew, que publicou Uma ideia de uma história filosófica das plantas em 1672 e A anatomia das plantas em 1682. Grew é creditado com o reconhecimento das células vegetais, embora as tenha chamado de 'vesículas' e 'bexigas'. Identificou e descreveu corretamente os órgãos sexuais das plantas (flores) e as suas partes.
No século XVIII, Carl Linnaeus estabeleceu uma taxonomia baseada na estrutura, e os seus primeiros trabalhos foram com anatomia vegetal. Embora o nível estrutural exato que deve ser considerado cientificamente válido para comparação e diferenciação tenha mudado com o aumento do conhecimento, os princípios básicos foram estabelecidos por Linnaeus. Publicou a sua obra-prima, Species Plantarum em 1753.
Em 1802, o botânico francês Charles-François Brisseau de Mirbel publicou Traité d'anatomie et de Physiologie végétale (Tratado de Anatomia e Fisiologia Vegetal  estabelecendo os primórdios da ciência da citologia vegetal.
Em 1812, Johann Jacob Paul Moldenhawer publicou Beyträge zur Anatomie der Pflanzen , descrevendo estudos microscópicos de tecidos vegetais.
Em 1813, um botânico suíço, Augustin Pyrame de Candolle , publicou Théorie élémentaire de la botanique, no qual argumentava que a anatomia vegetal, e não a fisiologia, deveria ser a única base para a classificação das plantas. Utilizando uma base científica, estabeleceu critérios estruturais para definir e separar géneros de plantas.
Em 1830, Franz Meyen publicou Phytotomie, a primeira revisão abrangente da anatomia vegetal.
Em 1838, o botânico alemão Matthias Jakob Schleiden publicou Contribuições para a Fitogenese , afirmando: "todas as plantas inferiores consistem numa célula, enquanto as plantas superiores são compostas de (muitas) células individuais", confirmando e continuando assim o trabalho de Mirbel.
Um botânico alemão-polonês, Eduard Strasburger , descreveu o processo mitótico em células vegetais e demonstrou ainda que novos núcleos celulares só podem surgir a partir da divisão de outros núcleos preexistentes. O seu Studien über Protoplasma foi publicado em 1876.
Gottlieb Haberlandt, um botânico alemão, estudou fisiologia vegetal e classificou os tecidos vegetais com base na função. Nesta base, em 1884, publicou Physiologische Pflanzenanatomie ( Anatomia Fisiológica das Plantas ) na qual descreveu doze tipos de sistemas de tecidos (absortivos, mecânicos, fotossintéticos, etc.).
Os paleobotânicos britânicos Dunkinfield Henry Scott e William Crawford Williamson descreveram as estruturas de plantas fossilizadas no final do século XIX. Os Estudos de Botânica Fóssil de Scott foram publicados em 1900.
Seguindo a Origem das Espécies de Charles Darwin, um botânico canadense, Edward Charles Jeffrey , que estudava a anatomia comparativa e a filogenia de diferentes grupos de plantas vasculares , aplicou a teoria às plantas usando a forma e a estrutura das plantas para estabelecer uma série de linhas evolutivas. Ele publicou o seu A anatomia das plantas lenhosas em 1917.
O crescimento da anatomia vegetal comparativa foi liderado pela botânica britânica Agnes Arber, que publicou Plantas Aquáticas: Um Estudo de Angiospermas Aquáticas em 1920, Monocotiledôneas: Um Estudo Morfológico em 1925, e As Gramíneas: Um Estudo de Cereais, Bambu e Grama em 1934.
Após a Segunda Guerra Mundial, Katherine Esau publicou Plant Anatomy (1953), que se tornou o livro definitivo sobre estrutura vegetal nas universidades norte-americanas e em outros lugares. plantas em 1960.

## A organização do corpo das plantas
A unidade básica das plantas (assim como a dos outros seres vivos) é a célula, sendo a célula vegetal diferenciada dos animais por apresentar parede celular, vacúolos e plastídios, muito embora estas, em alguma medida, igualmente ocorram em certos procariontes ou eucariontes.
Tais células encontram-se agrupadas por uma substância cimentante, e interligadas por canais que transportam água e alimento de uma célula para outra.
Alguns grupos de células são diferentes dos outros, seja na aparência ou na função. Estes agrupamentos são chamados de tecidos, e podem corresponder a um conjunto de células semelhantes (tecidos simples) ou a células diferentes que, juntas, possuem uma função definida (tecidos complexos).
Finalmente, os tecidos formam os órgãos, que juntos realizam as diferentes funções necessárias para que a planta realize todo o seu ciclo de vida.

### Órgãos principais
- Raiz:

Parte: Coifa
Variação: Rizoide
Simbiose: Micorriza
Tecidos: ver caule
- Caule;

Variações: Tronco, Tubérculo, Estolho, Rizoma
Tecidos: Medula, Xilema ou Lenho Câmbio vascular, Floema, Câmbio cortical, Córtex ou Súber
- Folha

Tecidos: Xilema, Floema, Mesófilo, Epiderme, Cutícula
Outras estruturas: Nervuras, Estomas, Tricomas
- Flor

Partes: Pedicelo, Receptáculo, Cálice, Sépalas, Corola, Pétalas, Androceu, Estames, Anteras, Pólen, Gineceu, Pistilo, Carpelo, Ovário, Estilete
Agrupamento de flores: Inflorescência
- Fruto
- Semente